# Парусники (бабочки)
Парусники или кавалеры (Papilionidae) — семейство чешуекрылых. Около 570 видов.

## Описание
Размеры представителей семейства колеблются в широких пределах. Средние, крупные и очень крупные бабочки с богатейшим разнообразием окраски и рисунка крыльев, особенно в тропических регионах. Размах крыльев у большинства видов — 50—130 мм. Самой большой по размаху крыльев является орнитоптера королевы Александры (Ornithoptera alexandrae) — размах крыльев самки достигает 27,3 см. К крупнейшим видам также относится Papilio antimachus из Центральной Африки, размах крыльев самцов которых может достигать 25 см, а также самки орнитоптеры голиаф (Ornithoptera goliath) с размахом крыльев до 21 см.
- Самка орнитоптеры королевы Александры
- Papilio antimachus
- Самка орнитоптеры голиаф

Самые крупные и разнообразные по форме и окраске парусники встречаются в тропиках. Но и среди них своей красотой и яркостью выделяется род: Ornithoptera. Крыловой рисунок большинства палеарктических видов представлен черными пятнами, полями и перевязями по белому или желтому фону, а также красными и голубыми пятнами. Благодаря редукции чешуйчатого покрова крылья Парнассиусов полупрозрачные, стекловидные.
Голова округлая, глаза голые, усики булавовидные, относительно короткие (составляют 1/3 — 1/4 длины костального края переднего крыла), покрыты чешуйками или голые. Все ноги у обоих полов полностью развиты и функционируют при хождении, покрыты чешуйками или голые. Переднее крыло треугольное, широкое, заднее — удлиненно-овальное, с вогнутым анальным и округлым (Parnassiini) или волнистым внешним краем, у некоторых видов с хвостиком. Для жилкования характерно наличие 2 анальных жилок на переднем (одна из них рудиментарная) и 1 на заднем крыле; центральная ячейка замкнута на обоих крыльях, занимает около 1/8 длины переднего. Радиальный ствол переднего крыла образует 4 (Parnassius) или 5 ветвей; основание М1 располагается в переднем углу центральной ячейки. У некоторых видов кубитальный ствол переднего крыла соединяется с анальной жилкой тонкой, косо идущей перемычкой. У большинства парусников жилка Sc и R1, заднего крыла начинаются раздельно и анастомозируют, образуя мелкую субкостально-радиальную ячейку.
Крылья чрезвычайно разнообразны по форме. Заднее крыло очень часто с «хвостиком», который может быть узким или широким и лопатчастым, однако он всегда представляет собой расширение около 4-й жилки. В роде, Bhutanitis, на задних крыльях «хвостики» имеются на концах 2-й, 3-й, а также 4-й жилки. Переднее крыло (за исключением родов Parnassius и Hypermnestra) со всеми 12 жилками и короткими внутренними жилками. Короткая поперечная жилка присутствует у основания крыла между средней жилкой и жилкой А1 во всех родах, за исключением Lamproptera, Bhutanitis, Parnassius и Hypermnestra. Заднее крыло: жилка А1 отсутствует; прекостальна жилка и прекостальна ячейка присутствуют; дорсальный край вырезан так, что касается брюшка, а у самцов часто покрывает брюшко, а на складке покрыт специализированными чешуйками (андрокониями) или волосками, которые часто имеют сильный запах. Усики сравнительно короткие, обычно с выраженной булавой.
Строение гениталий разнообразно, для самок Parnassius характерно наличие на нижней стороне брюшка роговидного придатка (сфрагис), образующегося при копуляции.
Бабочки ведут исключительно дневной образ жизни, некоторые активны только в солнечную погоду. В умеренной зоне большинство видов дает 1 поколение в год, реже — 2 поколения, известны виды с двухгодичной генерацией.
Яйцо куполообразной формы, гладкое или неясно граненое, несколько кожистое, непрозрачное. Высота яйца больше, чем его ширина".
Гусеница гладкая или с мясистыми бугорками на спинке: иногда с поднятым мясистым выступом (так называемым гребнем) на четвертом сегменте. Гусеницы со специфической вилочкообразной железой — осметрием, который в спокойном состоянии втянут в передний грудной сегмент над головой, а в случае опасности выдвигается вперед, отпугивая хищников резким неприятным запахом. Гусеница выдвигает осметрий из своего тела при раздражении и возможной опасности. При этом из железы выделяется особый секрет оранжево-жёлтого цвета с неприятным резким и едким запахом, содержащий терпены. Подобным образом защищаются только молодые и средневозрастные гусеницы, а гусеницы последних возрастов при опасности железу не выдвигают. Строение осметрия было изучено на примере гусеницы Papilio demoleus libanius. В ходе исследования было установлено, что он образован тремя типами клеток. Трофически гусеницы связаны с различными травянистыми, древесными, кустарниковыми растениями и лианами, чаще всего олигофаги или монофаги, многоядные виды среди парусников встречаются редко. Отдельные виды способны давать вспышки массового размножения и известны как вредители лесных насаждений и садово-парковых культур.
Куколка изменчива по своей форме у представителей различных групп, но в целом часто изогнута назад, иногда очень сильно, угловатая, с усеченной или округлой, головой; спинка и брюшко гладки или бугорчатые. Крепится хвостовой частью, как правило, в перпендикулярном положении, а также круглой шелковой перетяжкой — пояском, посередине. У парнассиусов (Parnassius) куколка находится в просторном шелковом коконе между листьями.

## Распространение
Парусники широко распространены по всему земному шару, в шести зоогеографических областях. Насчитывается около 570 видов, населяющих преимущественно влажные тропические и субтропические регионы, а также умеренные области всех континентов, кроме Антарктиды. Тем не менее, в Южной Америке не обитают южнее 40 градуса южной широты. Различные виды встречаются от уровня моря до высокогорий, как в случае большинства видов аполлонов (Parnassius). Наибольшее количество видов и наибольшее разнообразие форм распространено в тропиках и субтропиках между 20° С.Ш. и 20° Ю.Ш в Юго-Восточной Азии, и между 20 ° С.Ш и 40 ° Ю.Ш. в Восточной Азии.   В Европе обитает 12 видов и только один вид, Papilio machaon живет на Британских островах. В Северной Америке отмечено 40 видов, включая тропические виды и род Parnassius.
В горах представители семейства встречаются до границы вечных снегов и льдов, например, у полярного круга на северо-востоке Якутии на высоте около 1500 метров над уровнем моря встречается аполлон арктический (Parnassius arcticus). В Непале парусник «Слава Бутана» обитает в горах на высоте до 2800 метров. В Гималаях, в окрестностях горы Эверест Parnassius epaphus обитает ещё выше — на высоте до 5000-6000 метров над уровнем моря.

## Филогения и эволюция
В миоцене систематический состав булавоусых чешуекрылых, видимо, уже приближается к современному. Отсутствие доолигоценовых находок Papilionoidea может быть связано с тем, что более древние бабочки известны, главным образом, из ископаемых смол (янтаря), где крупные насекомые практически не встречаются. Поэтому весьма правдоподобно, что бабочки с открыто живущими гусеницами появились только лишь в олигоцене. Преобладали среди них формы, экологически связанных предположительно с древесной и кустарниковой растительностью (Nymphalinae, Libytheinae) или с лианами (примитивные парусники).
Самым древним из ныне живущих представителей семейства, и всей группы Papilionoformes, по-видимому, является Baronia brevicornis — реликтовый вид, эндемик Мексики. Он характеризуется общими чертами с ископаемым таксоном Praepapilio и считается самым примитивным сохранившихся видом группы Papilionidae. Вымерший род Praepapilio известен по окаменелым отпечаткам формаций среднего эоцена (50,3—46,2 млн лет назад) из штата Колорадо, США. В составе рода известно 2 ископаемых вида, каждый из которых, в свою очередь, известен только по одному единственному экземпляру. Недавнее морфологическое исследование, однако, обнаружило тесную взаимосвязь между ископаемым видом Praepapilio colorado и трибой Papilionini в составе современно подсемейства Papilioninae.
К настоящему моменту представления о родственных отношениях в семействе не устоялись. Ниже приведён результат обобщения Роберта Рида и Феликса Шперлинга.
|  | Troidini                                                      |
|  |                                                               |
|  | \| \| Papilionini \| \| \| \| \| \| † Praepapilio \| \| \| \| |
|  |                                                               |
|  | Papilionini                                                   |
|  |                                                               |
|  | † Praepapilio                                                 |
|  |                                                               |

|  | Papilionini   |
|  |               |
|  | † Praepapilio |
|  |               |

|  | Troidini                                                      |
|  |                                                               |
|  | \| \| Papilionini \| \| \| \| \| \| † Praepapilio \| \| \| \| |
|  |                                                               |
|  | Papilionini                                                   |
|  |                                                               |
|  | † Praepapilio                                                 |
|  |                                                               |

|  | Papilionini   |
|  |               |
|  | † Praepapilio |
|  |               |

|  | Troidini                                                      |
|  |                                                               |
|  | \| \| Papilionini \| \| \| \| \| \| † Praepapilio \| \| \| \| |
|  |                                                               |
|  | Papilionini                                                   |
|  |                                                               |
|  | † Praepapilio                                                 |
|  |                                                               |

|  | Papilionini   |
|  |               |
|  | † Praepapilio |
|  |               |

|  | Troidini                                                      |
|  |                                                               |
|  | \| \| Papilionini \| \| \| \| \| \| † Praepapilio \| \| \| \| |
|  |                                                               |
|  | Papilionini                                                   |
|  |                                                               |
|  | † Praepapilio                                                 |
|  |                                                               |

|  | Papilionini   |
|  |               |
|  | † Praepapilio |
|  |               |

|  | Troidini                                                      |
|  |                                                               |
|  | \| \| Papilionini \| \| \| \| \| \| † Praepapilio \| \| \| \| |
|  |                                                               |
|  | Papilionini                                                   |
|  |                                                               |
|  | † Praepapilio                                                 |
|  |                                                               |

|  | Papilionini   |
|  |               |
|  | † Praepapilio |
|  |               |

|  | Troidini                                                      |
|  |                                                               |
|  | \| \| Papilionini \| \| \| \| \| \| † Praepapilio \| \| \| \| |
|  |                                                               |
|  | Papilionini                                                   |
|  |                                                               |
|  | † Praepapilio                                                 |
|  |                                                               |

|  | Papilionini   |
|  |               |
|  | † Praepapilio |
|  |               |

|  | Troidini                                                      |
|  |                                                               |
|  | \| \| Papilionini \| \| \| \| \| \| † Praepapilio \| \| \| \| |
|  |                                                               |
|  | Papilionini                                                   |
|  |                                                               |
|  | † Praepapilio                                                 |
|  |                                                               |

|  | Papilionini   |
|  |               |
|  | † Praepapilio |
|  |               |

|  | Troidini                                                      |
|  |                                                               |
|  | \| \| Papilionini \| \| \| \| \| \| † Praepapilio \| \| \| \| |
|  |                                                               |
|  | Papilionini                                                   |
|  |                                                               |
|  | † Praepapilio                                                 |
|  |                                                               |

|  | Papilionini   |
|  |               |
|  | † Praepapilio |
|  |               |

## Классификация
32 рода и 570 видов (на декабрь 2011 года), включая 4 ископаемых. В России около 50 видов.
В семействе выделяют следующие подсемейства:

### Подсемейство Baroniinae
Baroniinae рассматривают как самое базальное из подсемейств. Это монотипическое подсемейство, представленное одним единственным видом Baronia brevicornis. Его рассматривают как реликтовый вид, который имеет общие черты с ископаемым таксоном, Praepapilio. Бабочка является эндемиком Мексики. Вид распространён локально в ограниченных точечных ареалах, которые привязаны к зарослям растения Acacia cochliacantha из семейства бобовых, на которых питаются гусеницы. Является единственным представителем семейства, гусеницы которого питаются растениями семейства бобовые — виды акации (Acacia).

### Подсемейство Parnassiinae
Подсемейство Parnassiinae с исключительно Голарктическим распространением. Большинство видов, преимущественно Parnassius, можно встретить в горных местностях. Других представителей подсемейства можно встретить и в других биотопах, например, в аридных пустынях (Hypermnestra), влажных лесах (Luehdorfia) и даже на лугах в низовьях (Zerynthia). В рамках Parnassinae выделяют трибы Parnassiini, Zerynthiini и Luehdorfiini.
Триба Parnassiini содержит два рода, монотипный род Hypermnestra, ареал которого в целом ограничен Средней Азией, и род Parnassius (аполлоны) — ярко выраженную группу с большим числом видов, которые являются преимущественно горными, способными жить на значительных высотах. Большинство Parnassius имеют две ярко-красных пятна на крыльях. Триба Luehdorfiini включает в себя род Archon из Малой Азии и род Luehdorfia с Дальнего Востока России, Китая и Японии. Эти две трибы эволюционировали, сменив кормовые растения, тогда как третья триба, Zerynthiini, сохранила исходное кормовое растение парусников — Aristolochia. Zerynthhini представлена четырьмя родами — Sericinus, Bhutanitis, Zerynthia и Allancastria.
- Аполлон обыкновенный, самец
- Archon apollinus, самец
- Allancastria cerisyi, самец
- Zerynthia polyxena, самка
- Luehdorfia japonica
- Bhutanitis lidderdalii
- Sericinus montela, самка

### ПодсемействоPapilioninae
Подсемейство Papilioninae включает трибы Leptocircini, Teinopalpini, Troidini и Papilionini.
Рода:
- - Atrophaneura
  - Battus
  - Chilasa
  - Cressida
  - Euryades
  - Eurytides
  - Graphium
  - Iphiclides
  - Lamproptera
  - Losaria
  - Meandrusa
  - Mimoides
  - Ornithoptera
  - Pachliopta
  - Papilio
  - Parides
  - Pharmacophagus
  - Protesilaus
  - Protographium
  - Teinopalpus
  - Trogonoptera
  - Troides

- Atrophaneura mariae
- Graphium cloanthus, самец
- Ornithoptera chimaera, самец
- Papilio thoas
- Parides aeneas  didas
- Teinopalpus imperialis, самец
- Troides plato , самец

### † Подсемейство Praepapilioninae
Ещё одно подсемейство, Praepapilioninae, включает один единственный ископаемый род Praepapilio, содержащий два вида бабочек, каждый из которых описан по единственному отпечатку в породах среднего эоцена из Колорадо, США.